# Hart of Dixie
Hart of Dixie è una serie televisiva statunitense trasmessa per quattro stagioni dal 26 settembre 2011 al 27 marzo 2015 sul network The CW.
L'episodio pilota venne distribuito in anteprima dal 12 settembre dello stesso anno sulla piattaforma online iTunes.
In Italia, la serie è andata in onda su Mya dal 4 settembre 2012 e in chiaro su Canale 5 dal 18 maggio 2013 e poi su La 5.
Lo show è ambientato nella fittizia cittadina di Bluebell, situata in Alabama.
Il primo episodio della serie è stato girato a Wilmington (North Carolina) dove erano già state girate Dawson's Creek e One Tree Hill, ma in seguito la produzione ha deciso di continuare a girare la serie a Burbank (città nella Contea di Los Angeles)  all'interno degli studio della Warner Bros. (dove sono stati girati anche Pretty Little Liars ed Una mamma per amica).

## Trama
La giovane dottoressa Zoe Hart, non avendo ottenuto la borsa di studio per la specializzazione in chirurgia cardio-toracica, si ritrova su un pullman diretto in una località dispersa dell'Alabama dopo la proposta da parte di un misterioso uomo di esercitare nella sua clinica, ricevuta durante la sua cerimonia di laurea. Costretta ad esercitare come medico di base, sul punto di lasciare e a disagio per la mancanza dei lussi di New York, sua città natale, scoprirà dalla segretaria che in realtà l'ex proprietario e medico che le ha lasciato la clinica era il suo vero padre.

## Produzione
Il 1º febbraio 2011 venne annunciato che il network The CW aveva ordinato un pilota per la serie. Il 17 maggio il network scelse ufficialmente la serie, che sarebbe andata in onda a partire dall'autunno 2011. Si tratta della seconda serie in cui il produttore esecutivo, Josh Schwartz, e la star della serie, Rachel Bilson, hanno lavorato insieme in televisione dopo The O.C.. Il 12 ottobre 2011 The CW ordinò una stagione completa per la serie di 22 episodi.
Il titolo della serie è un gioco di parole fra il cognome della protagonista, Hart, e uno dei soprannomi dell'Alabama, Heart of Dixie (Cuore di Dixie). Dixie infatti è un soprannome di etimologia incerta con il quale ci si riferisce agli abitanti e, più in generale, alle regioni del Sud degli Stati Uniti.
L'11 maggio 2012 la The CW ha ufficialmente rinnovato la serie per una seconda stagione, in onda negli Stati Uniti dal 2 ottobre 2012.
Il 26 aprile 2013 la The CW ha ufficialmente rinnovato la serie per una terza stagione, in onda negli Stati Uniti dal 7 ottobre 2013.
L'8 maggio 2014 la serie è stata rinnovata per la quarta stagione, così come annunciato dall'emittente televisiva e dall'attrice Jaime King sul suo profilo Instagram. La quarta stagione andrà in onda su The CW a partire dal 15 dicembre 2014.
Il 13 marzo 2015 è stato comunicato ufficialmente che la serie sarebbe terminata con la quarta stagione. Il 7 maggio 2015 il canale CW ha ufficialmente cancellato la serie dopo 4 stagioni per scarsi ascolti.

## Personaggi e interpreti

### Personaggi principali
- Dottoressa Zoe Hart  (stagioni 1-4), interpretata da Rachel Bilson: sebbene aspiri a diventare un chirurgo cardio-toracico come suo padre, dopo quattro anni al New York Hospital non riesce ad ottenere la borsa di studio a causa della sua scarsa capacità di relazionarsi con i pazienti. Con tutte le borse già assegnate, si vede costretta a dover esercitare come medico di base per un anno, prima di poter rifare domanda per la borsa di studio. Dopo aver ricevuto l'ennesima cartolina da parte di un anziano signore, Harley Wilkes, il quale le offre un lavoro il giorno della sua laurea, decide di trasferirsi a Bluebell, in Alabama, per lavorare nello studio di Wilkes. Scopre così che Harley Wilkes è morto pochi mesi prima del suo arrivo a Bluebell e che l'uomo era il suo vero padre. Dopo alcuni tira e molla nel corso delle varie stagioni, sposerà Wade Kinsella alla fine della serie e avrà con lui un bambino.
- Lemon Breeland (stagioni 1-4), interpretata da Jaime King: figlia di Brick Breeland, fidanzata di George Tucker. È una tipica ragazza del sud, dal look desueto, legatissima alle tradizioni dell'Alabama. Fin dalla sua comparsa in città detesta Zoe, soprattutto in quanto minaccia al suo fidanzamento con George. Soffre molto per l'abbandono della madre che ha abbandonato la sua famiglia quando Lemon era adolescente per dedicarsi alla carriera da attrice. Ha avuto una relazione clandestina con Lavon Hayes, con cui si sposerà.
- Lavon Hayes (stagioni 1-4), interpretato da Cress Williams: sindaco di Bluebell ed ex professionista, infatti ha alle spalle una carriera da ex linebacker nella NFL. Diventa uno dei migliori amici di Zoe. Ha avuto una relazione clandestina con Lemon Breeland che poi alla fine della serie sposerà.
- Wade Kinsella (stagioni 1-4), interpretato da Wilson Bethel: barista del Rammer Jammer, noto bar di Bluebell, è il dongiovanni del paese. Tutte le ragazze spasimano per lui. Simpatico, con la battuta pronta, sveglio. Rimane colpito dal primo istante da Zoe e alla fine la sposerà e avranno un bambino insieme.
- Dottor Bertram "Brick" Breeland (stagioni1-4), interpretato da Tim Matheson: medico socio per metà della clinica di Harley Wilkes. Si ritrova a dover dividere la clinica con Zoe. Tipico uomo del sud, tenta di mettere i bastoni fra le ruote in tutti i modi all'attività di Zoe per poter comprare la sua metà della clinica.  Egli è spesso molto critico verso le diagnosi mediche di Zoe e per la sua ignoranza delle tradizioni del sud. È stato abbandonato dalla moglie 12 anni prima ed è il padre di Lemon e Magnolia.
- George Tucker (stagioni 1-4), interpretato da Scott Porter: avvocato di Bluebell che attira ben presto l'attenzione di Zoe. George ha vissuto due anni a New York. È fidanzato con Lemon Breeland nella prima stagione e stanno per sposarsi, ma lui la lascerà all'altare per Zoe.  Alla fine della serie si fidanzerà con Annabeth.
- Annabeth Nass (ricorrente nelle stagioni 1-2, regolare 3-4), interpretata da Kaitlyn Black: è membro delle Belles e migliore amica di Lemon. Ha una mentalità molto aperta, al contrario della maggior parte degli abitanti di Bluebell, ed è uno dei motivi per cui si lega a Zoe fin dal suo arrivo. Tuttavia, temendo di deludere Lemon, tiene nascosta la sua amicizia con la nuova arrivata.

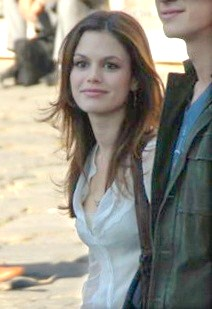
Rachel Bilson interpreta Zoe Hart
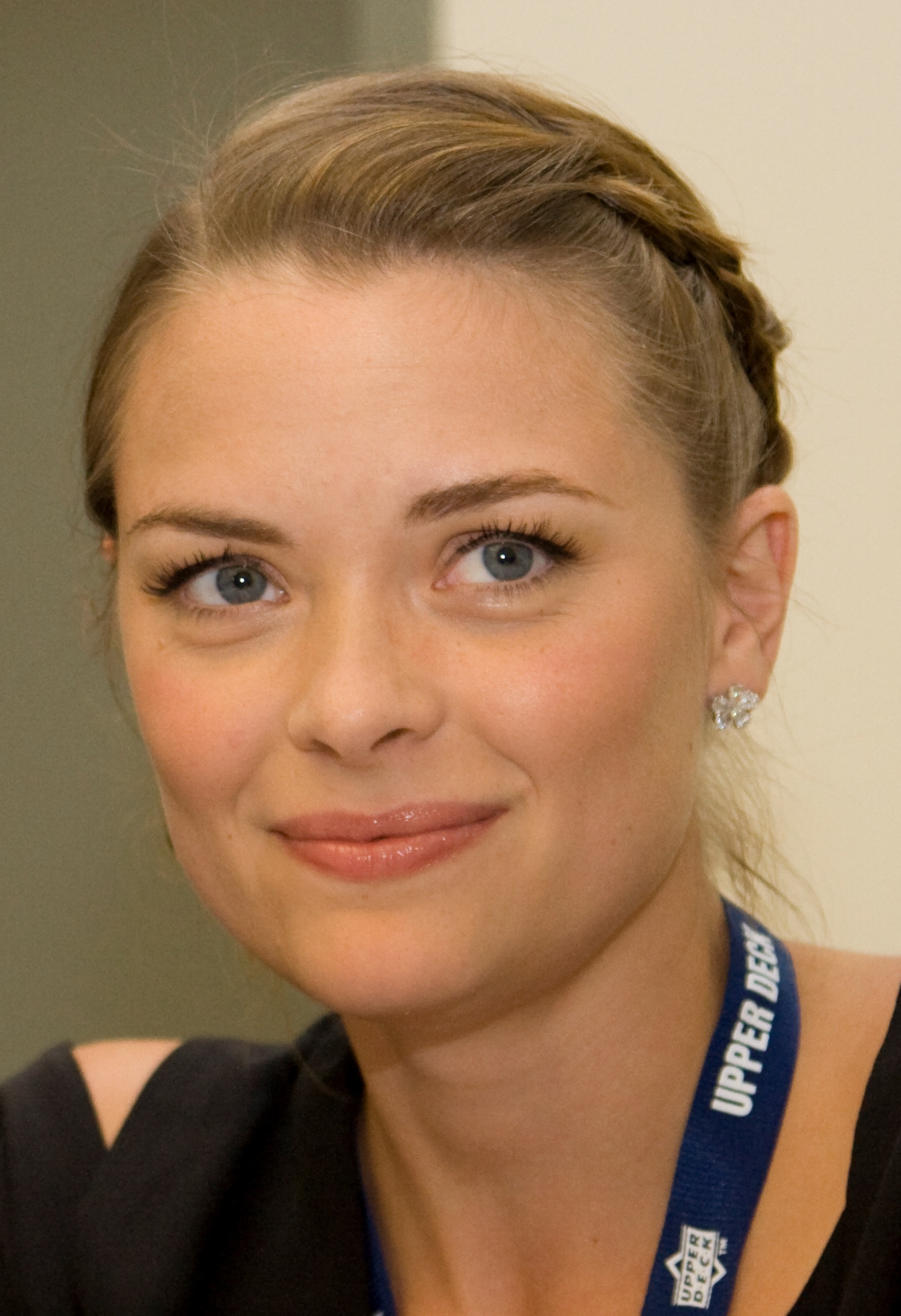
Jaime King interpreta Lemon Breeland
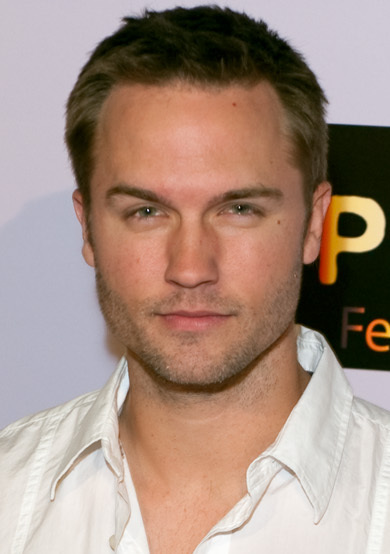
Scott Porter interpreta George Tucker

### Personaggi secondari
- Rose Hattenbarger, interpretata da McKaley Miller: è una ragazza adolescente del posto. Ammira Zoe e diventa da subito sua amica.
- Magnolia Breeland, interpretata da Claudia Lee: è la sorella minore di Lemon e figlia di Brick. Ha una relazione di amore/odio con la sorella e cerca di creare scompiglio per attirare l'attenzione della famiglia.
- Tansy Truitt, interpretata da Mircea Monroe: è la ex moglie di Wade. Avrà poi una lunga ed importante relazione con George; i due decideranno poi di lasciarsi seppur rimanendo legati in quanto George è divenuto casualmente il manager, impresario musicale, dei suoi fratelli improvvisatisi cantanti folk country. Tansy intraprenderà quindi una relazione con Scott "Scooter" McGreevey, avversario legale di George. Questa tuttavia, per la lealtà e la stima che lega ancora i due ex, sara destinata a breve durata.
- Tom Long, interpretato da Ross Philips: è un ragazzo del posto molto timido ed impacciato. Durante la prima stagione ha una cotta per Zoe. Successivamente si interesserà a Wanda e avranno un figlio insieme.
- Wanda Lewis, interpretata da Mallory Moye: è la cameriera del Rammer Jammer. Ha una cotta per Tom Long, che nel corso delle stagioni sposerà e con cui avrà un bambino.
- Crickett Watts, interpretata da Brandi Burkhardt: è membro delle Belles e amica di Lemon e Annabeth, quasi alla fine della storia dichiara di essere lesbica
- Dash Dewitt, interpretato da Reginald VelJohnson: è il giornalista, blogger e proprietario dell'hotel di Bluebell.
- Meatball (Polpetta), interpretato Matt Lowe: amico di Wade appassionato di musica.
- Shelby Sinclair, interpretata da Laura Bell Bundy: maniaca dello shopping. Frequenterà George per un breve periodo per poi iniziare una relazione con Brick.

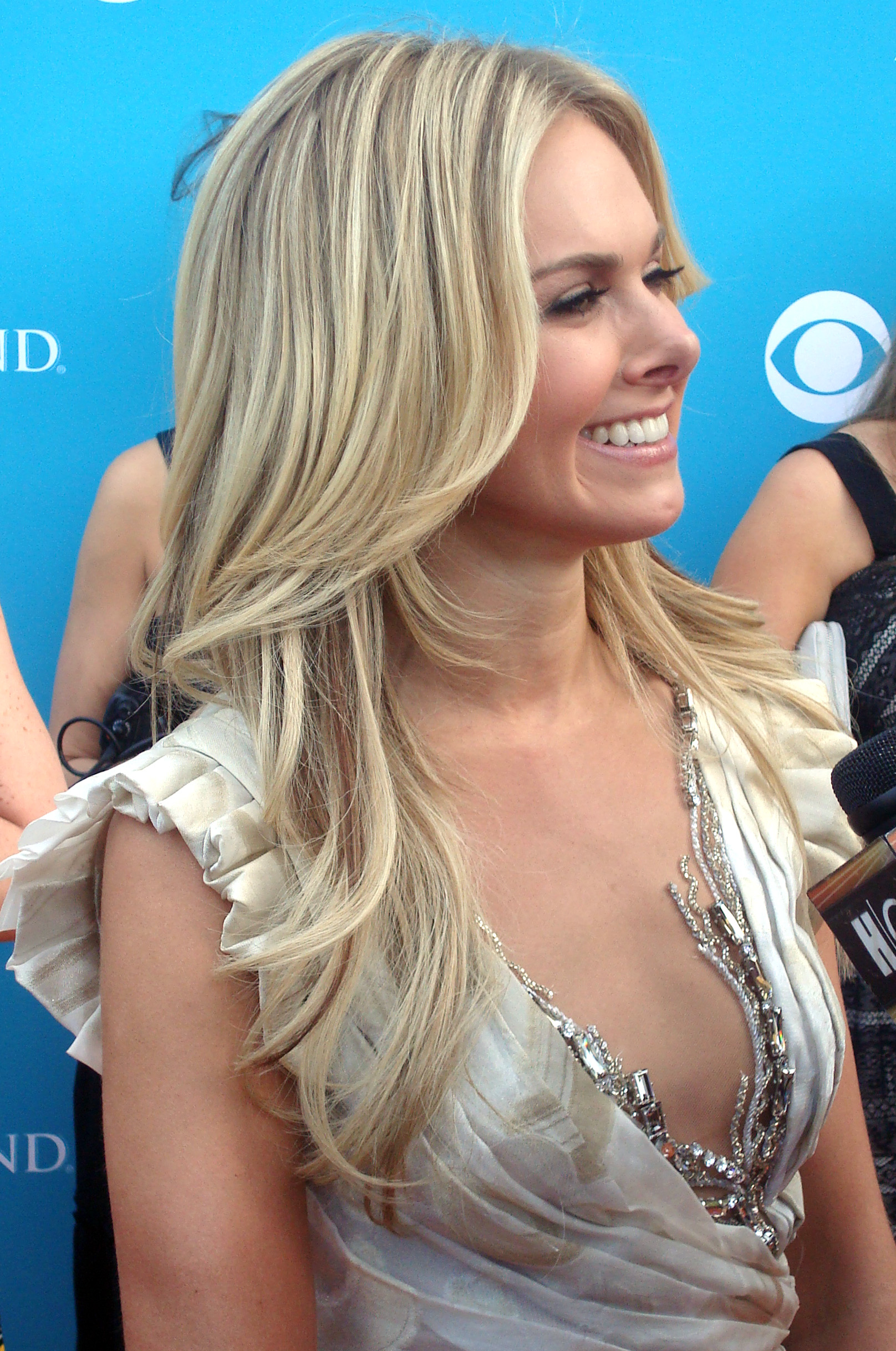
Laura Bell Bundy interpreta Shelby Sinclair

### Altri personaggi
- Emmeline Hattenbarger (stagione 1), interpretata da Nancy Travis: segretaria di Harley Wilkes, aiuta Zoe quando la ragazza arriva in città e le rivela la verità sul suo vero padre.
- Reverendo Peter Mayfair (stagione 1-4), interpretato da Peter Mackenzie: è il reverendo della città.
- Shelley Ng (stagione 1), interpretata da Deborah S. Craig: cameriera del Rammer Jammer.
- Earl Kinsella (stagione 1-4), interpretato da Christopher Curry: padre di Wade e "ubriacone" della città. Lo conoscono tutti come "Earl il pazzo"
- Candice Hart (stagione 1-4), interpretata da JoBeth Williams: madre di Zoe. Da subito è stata contraria al trasferimento della figlia e il loro rapporto si incrina ancora di più quando salta fuori la verità su Harley.
- Dottor Judson Lyons (stagione 1), interpretato da Wes Brown: è il veterinario della città. Avrà una breve relazione con Zoe.
- Didi Ruano (stagione 1), interpretata da Nadine Velazquez: verrà assunta come segretaria in sostituzione di Emmeline. Lascerà poi l'attività e inizierà a lavorare come segretaria di George. Avrà una relazione con Lavon e lascerà la città quando i due romperanno.
- Addy Pickett (stagione 1), interpretata da Eisa Davis: segretaria che sostituirà Didi.
- Emily Chase (stagione 1- 2) interpretata da Mary Page Keller l'affascinante cugina del padre di George, incontrerà il dottor Breeland al matrimonio (poi non celebrato) in cui susciterà un forte sentimento. Tra i due nascerà una relazione dapprima a distanza, poi, al tentativo di convivenza, la stessa verrà osteggiata malignamente dalla figlia minore di Breeland, Magnolia, fino alla resa della donna, costringendo i due maturi innamorati a lasciarsi.
- Wally Maynard (stagione 1-4), interpretato da John Marshall Jones: è il proprietario del Rammer Jammer e zio di Wanda. Venderà il locale a Wade e Lemon.
- Dr. Ethan Hart (stagione 1), interpretato da Gary Cole: padre di Zoe e chirurgo di successo, decide di tagliare tutti i ponti con la ragazza quando scopre che non è sua figlia, ma cambierà idea quando capirà che per volersi bene non occorre per forza un rapporto di sangue.
- Shula Whitaker (stagione 1-4), interpretata da Amelia McQueen: residente di BlueBell ipocondriaca.
- Frank (stagione 1-4), interpretato da Steven M. Porter: proprietario del Dixie Stop che nel tempo libero si occupa di investigazioni private.
- Sal Nutter (stagione 1-4), interpretato da Kim Robillard: pescivendolo della città.
- Sceriffo Bill (stagione 1-4), interpretato da John Eric Bentley: sceriffo della città e marito di Addy.
- Alice Kincaid (stagione 1-4), interpretata da Meredith Monroe: è la madre di Lemon e Magnolia ed ex moglie di Brick. Aveva abbandonato la famiglia tempo addietro per sfondare come attrice. Non riuscì a sfondare ma, nonostante questo, decise di non tornare mai dalla sua famiglia. Verrà vista da Lemon durante il periodo natalizio, 14 anni dopo il suo abbandono, con una nuova famiglia e tornerà a Bluebell qualche anno dopo tentando di riallacciare i rapporti con le figlie.
- Sindaco Todd Gainey (stagione 2-4), interpretato da Alan Autry: sindaco di Fillmore, città "rivale" di BlueBell, che cercherà in ogni modo di mettere i bastoni tra le ruote a Lavon.
- Scott "Scooter" McGreevey  (stagione 2-4), interpretato da Matt Oberg: avvocato di Fillmore e concorrente di George sia in campo professionale che sentimentale, in quanto avrà una relazione con Tansy.
- Lily Anne Lonergan (stagione 2-3), interpretata da Amy Ferguson: ex ragazza di Wade e membro della sua vecchia band.
- Ruby Jeffries (stagione 2), interpretata da Golden Brooks: ragazza di Lavon ai tempi del liceo, tornerà a BlueBell e si candiderà a sindaco. Inoltre, i sentimenti per Lavon riaffioreranno e i due si rimetteranno insieme ma lei lo lascerà a causa di Lemon.
- Tonya (stagione 2-4), interpretata da McKayla Maroney: è la migliore amica di Rose.
- Jonah Breeland (stagione 2), interpretato da Travis Van Winkle: cugino di Lemon e Magnolia e nipote di Brick. Anche lui medico avrà una storiella con Zoe quando lei decide di tornare a New York.
- Rudy, Rocket & Chicken Truitt (stagione 2-4), interpretati da Matt Hobby, Kevin Sheridan e Bill Parks: sono i fratelli combina guai di Tansy. Ogni volta che fanno ritorno a Bluebell finiscono per importunare qualcuno e recare danni.
- Joel Stephens (stagione 3), interpretato da Josh Cooke: scrittore e nuovo ragazzo di Zoe conosciuto a New York. Si trasferirà a BlueBell quando lei deciderà di rimanere. Diventerà molto amico di Wayde e di Levin. Tom Long è un suo grande fan. Il suo ultimo libro avrà talmente tanto successo che la Warner Bros. ne farà un film ad Hollywood.
- Lynly Hayes (stagione 3), interpretata da Antoinette Robertson: cugina di Lavon. Si trasferirà nel vecchio appartamento di Zoe e avrà una relazione con George.
- Bettie Breeland (stagione 3-4), interpretata da Maree Cheatham: madre di Brick e nonna di Lemon e Magnolia. Per lei ciò che conta di più è mantenere alto il nome della famiglia Breeland.
- Elodie Baker (stagione 3-4), interpretata da Karla Mosley: membro delle Belles.
- Vivian Wilkes (stagione 3), interpretata da Lauren Bittner: cugina di Zoe che avrà una storia con Wade.
- Harley Wilkes Jr. (stagione 3), interpretato da Cole Sand: figlio di Vivian. Non sopporta Wade e per questo cerca in tutti i modi di farlo lasciare con sua madre.
- Winifred Wilkes (stagione 3), interpretata da Anne Ramsay: zia di Zoe che odia New York.
- Carter Covington (stagione 3), interpretato da Ryan McPartlin: affascinante, ricco ed educato uomo che conquisterà Lemon.
- Enrique Corona (stagione 3), interpretato da Eddie Matos: autista della nonna di Lemon che conquisterà Lemon.
- Davis Polk (stagione 3), interpretato da Barry Watson: nipote del sindaco Gainey che avrà una storia con Annabeth a cui chiederà la mano.
- Peter Galecki (stagione 3), interpretato da Robert Buckley: è un affascinante giornalista col quale Lemon finisce a letto. I due si rivedono ma la donna decide di chiudere con lui capendo che tra loro due c'è soltanto un'intesa sessuale, e niente di più.
- Henry Dalton (stagione 4), interpretato da Ian Anthony Dale: medico di bordo che Lemon conosce alla crociera per single a cui è obbligata a partecipare.
- Scarlett Kincaid (stagione 4), interpretata da Talitha Bateman: è la figlia di Alice avuta col nuovo marito Jim, e sorellastra di Lemon e Magnolia.

- Madre di Annabeth, interpretata da Jessica Tuck ,stagione 3

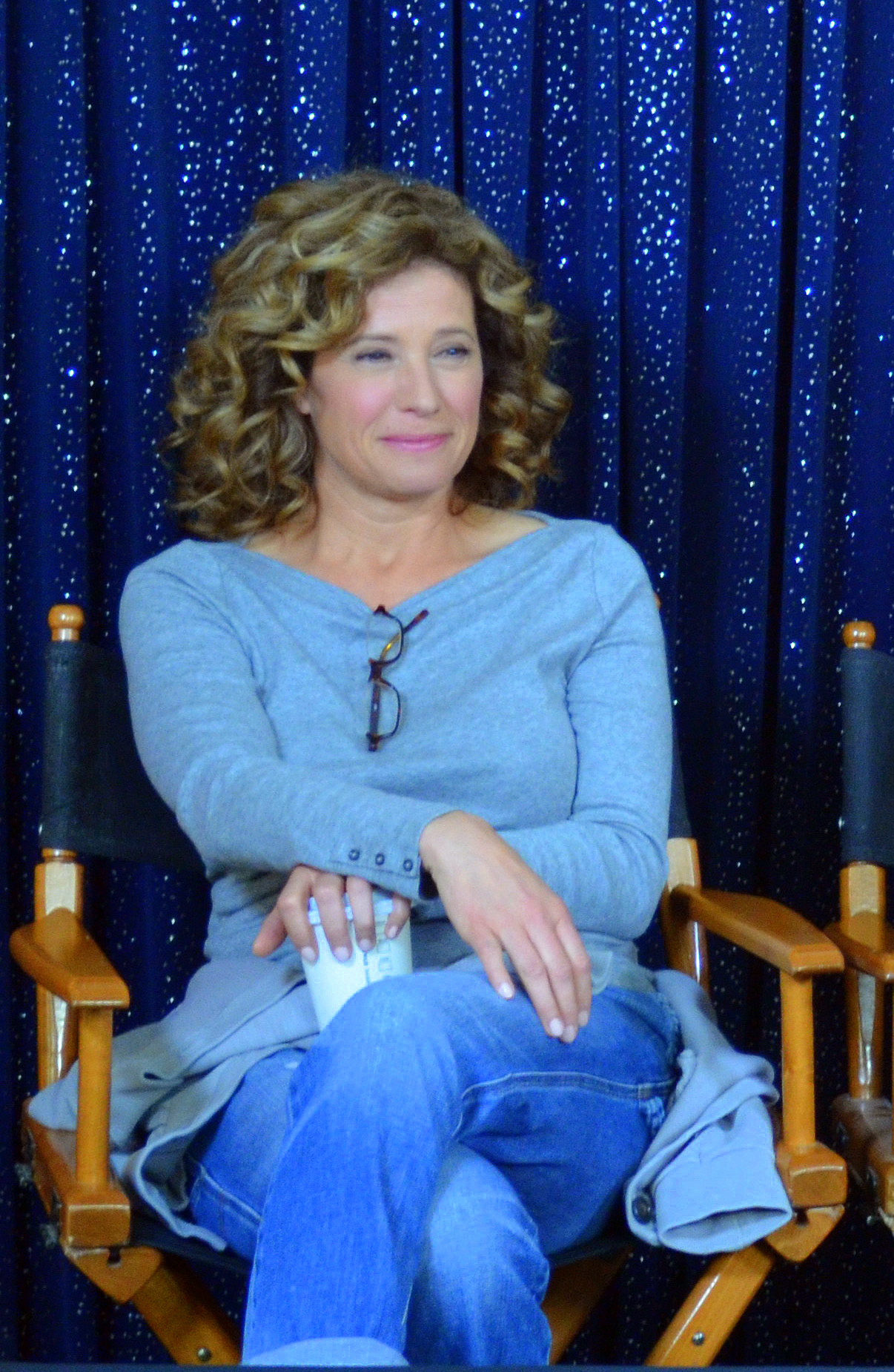
Nancy Travis interpreta Emmeline Hattenbarger
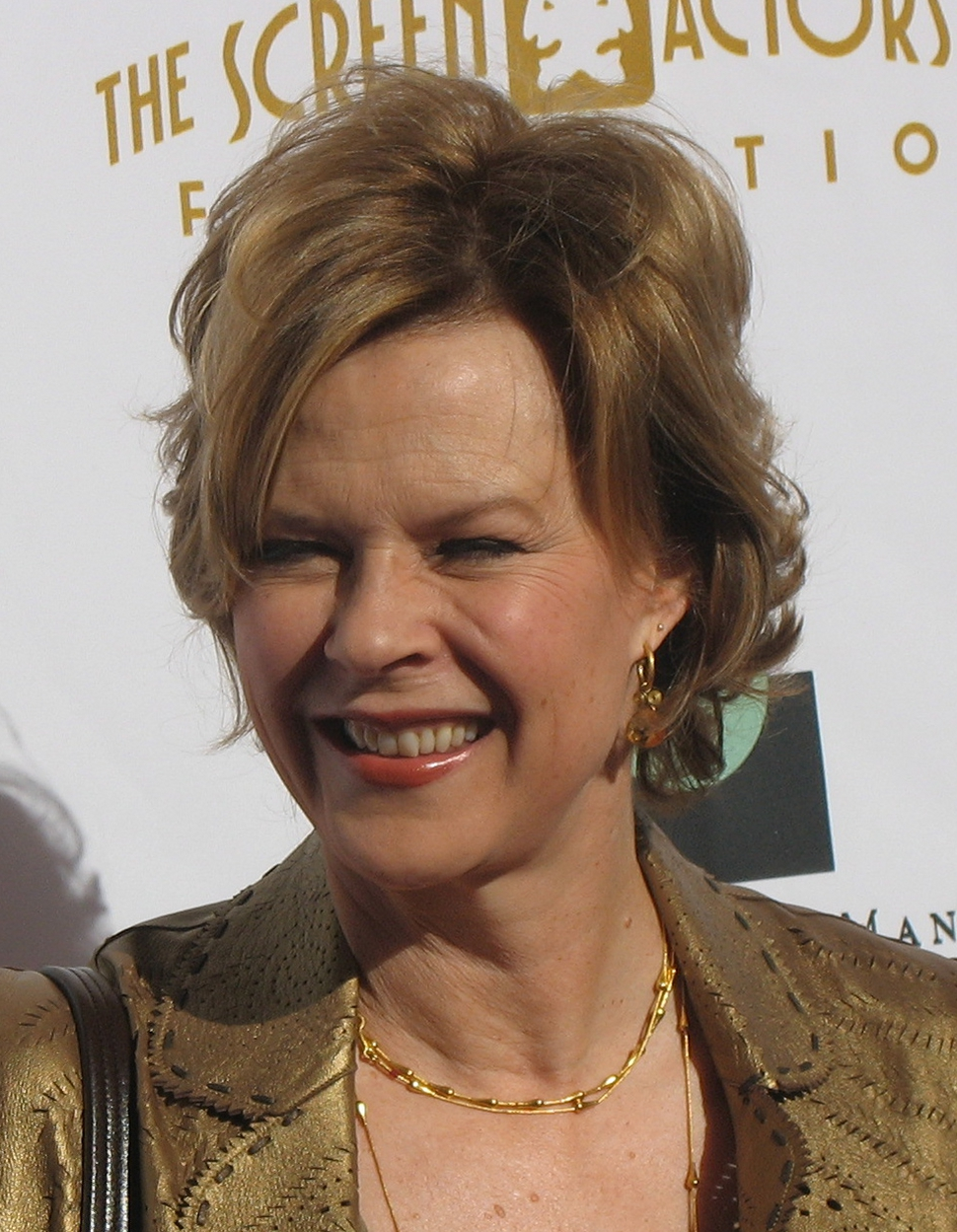
JoBeth Williams interpreta Candice Hart
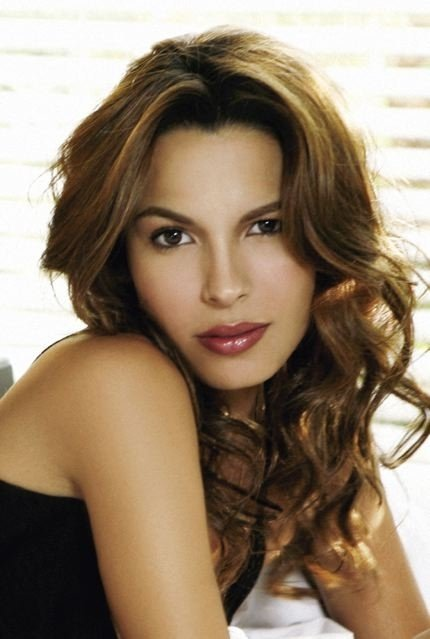
Nadine Velazquez interpreta Didi Ruano
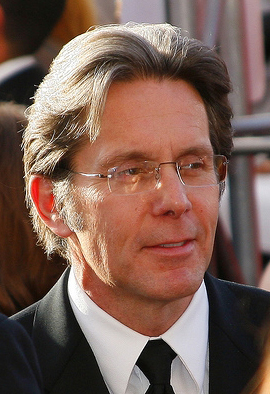
Gary Cole interpreta Ethan Hart
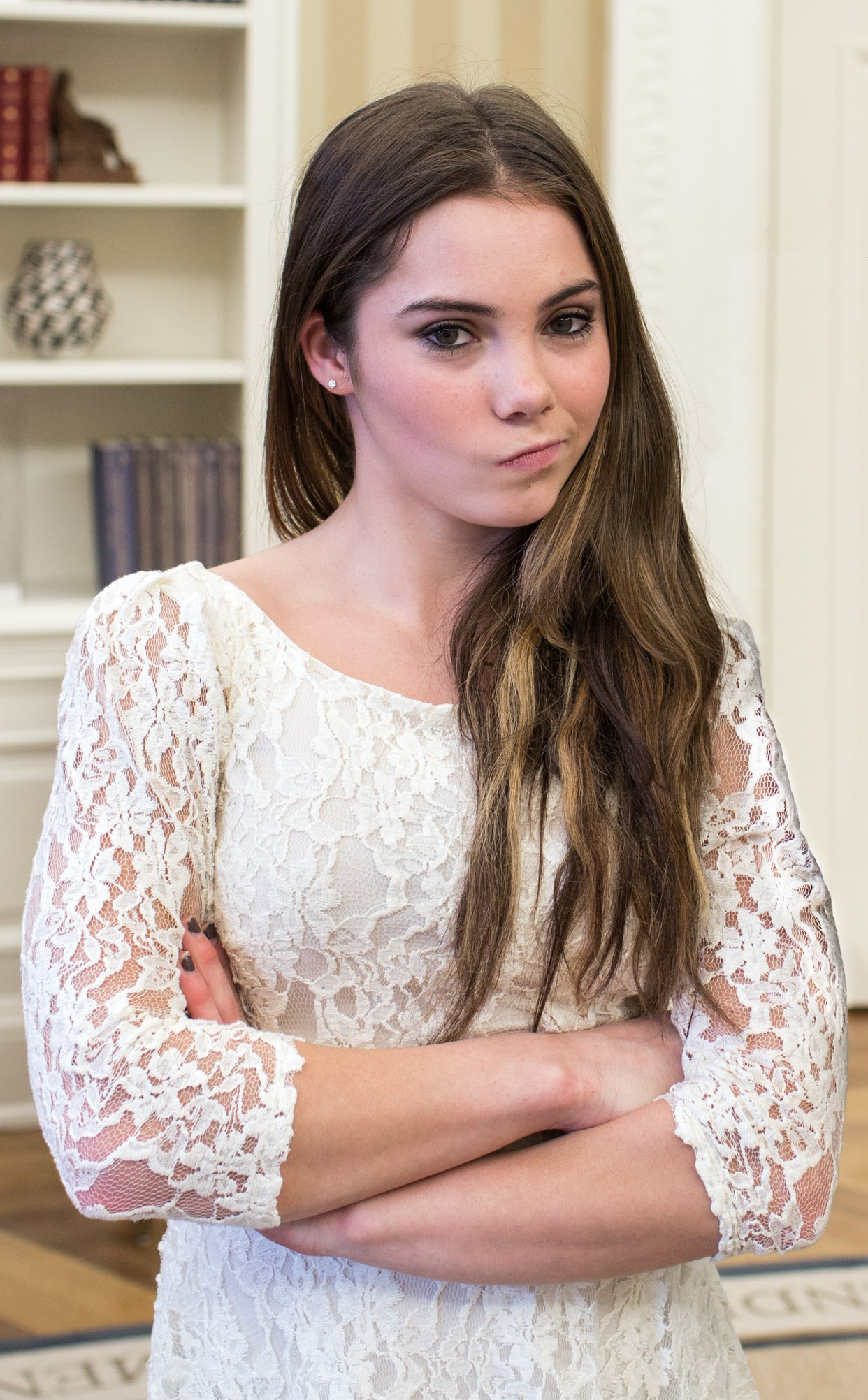
McKayla Maroney interpreta Tonya
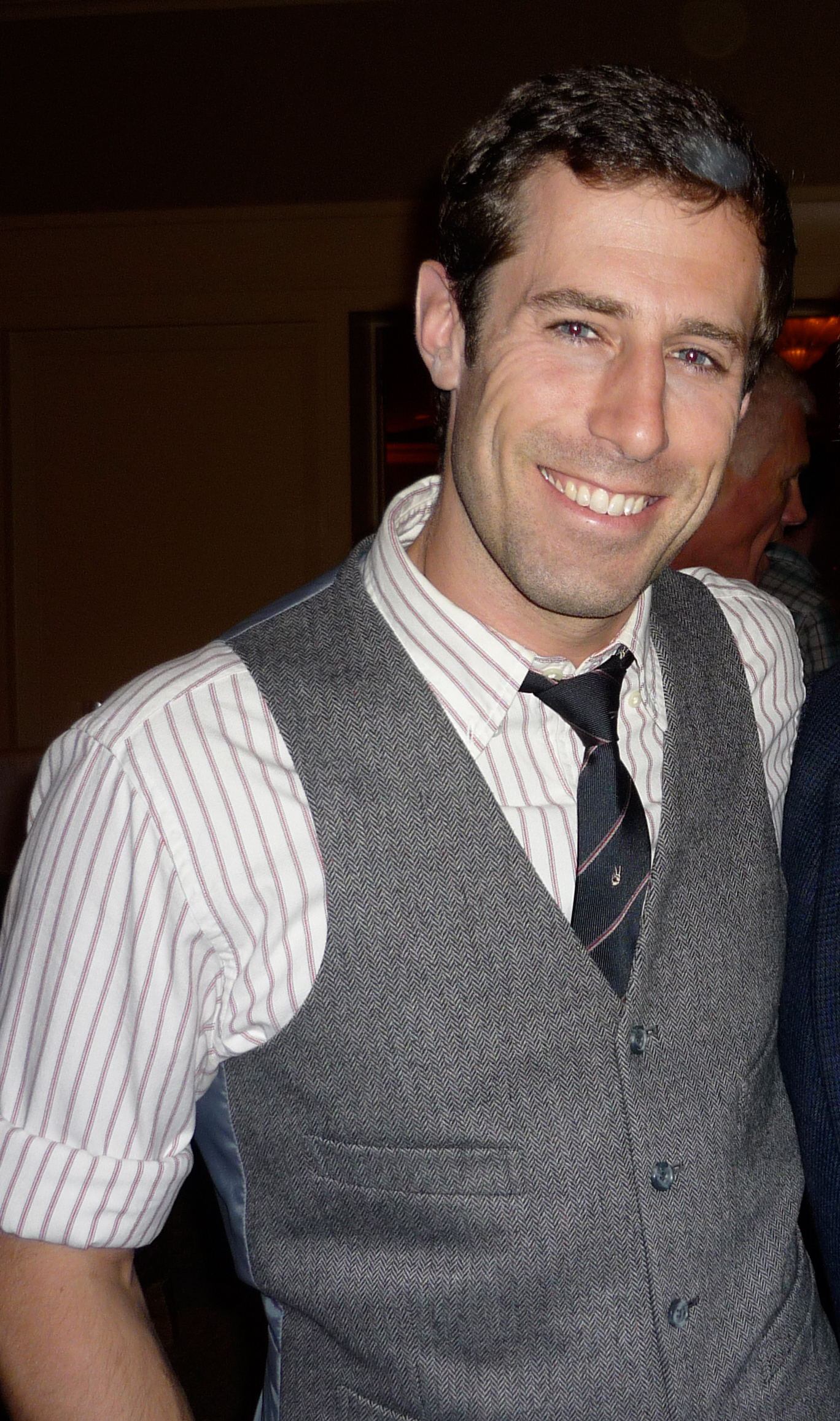
Josh Cooke interpreta Joel Stephens
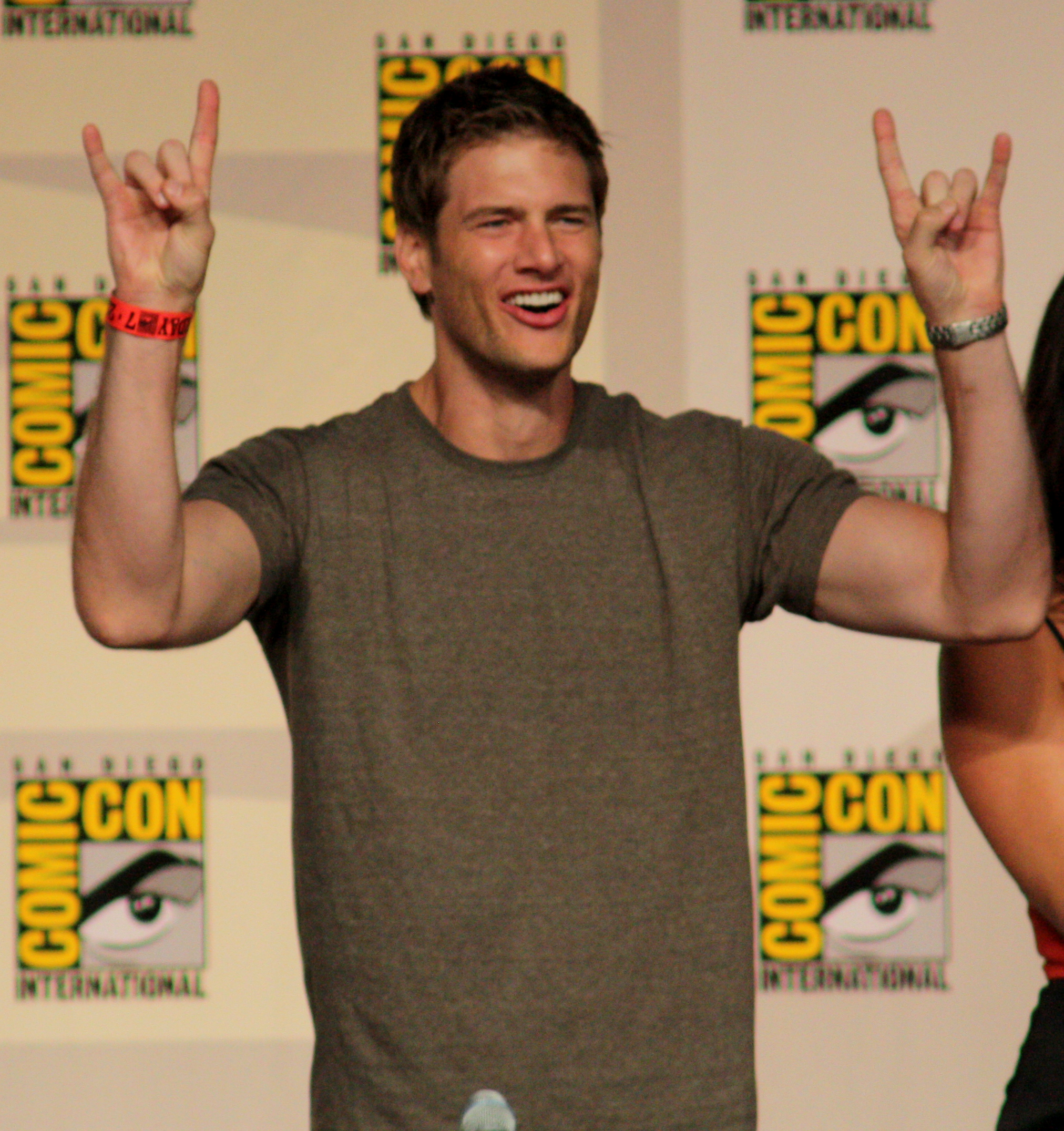
Ryan McPartlin interpreta Carter Covington
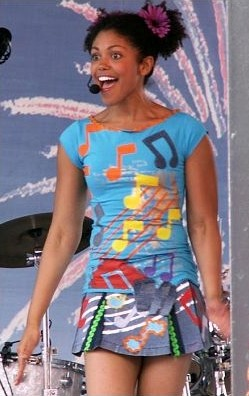
Karla Mosley interpreta Elodie Baker
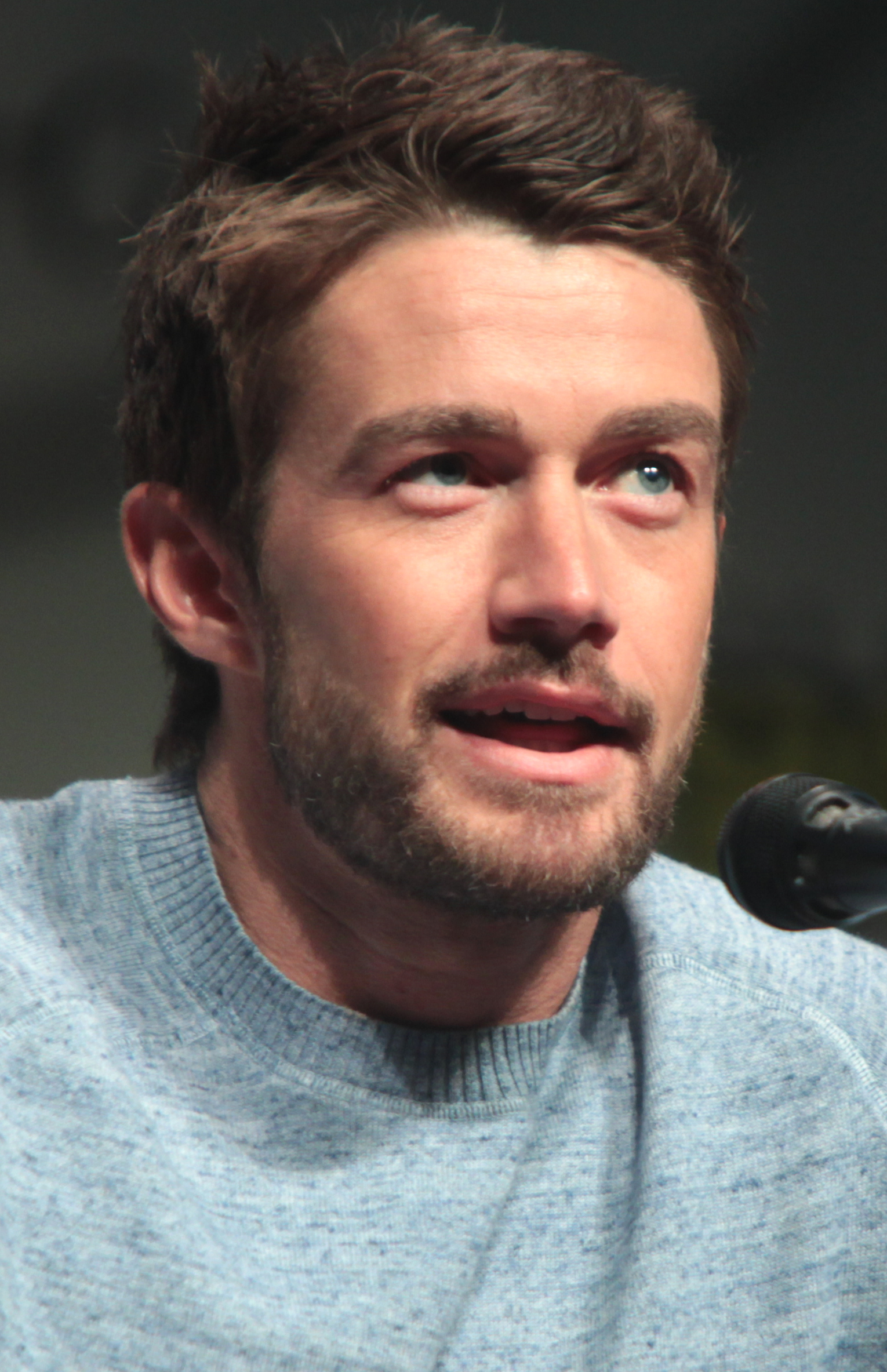
Robert Buckley interpreta Peter Galecki

## Episodi
| Stagione         | Episodi | Prima TV USA | Prima TV Italia |
| ---------------- | ------- | ------------ | --------------- |
| Prima stagione   | 22      | 2011-2012    | 2012-2013       |
| Seconda stagione | 22      | 2012-2013    | 2013-2014       |
| Terza stagione   | 22      | 2013-2014    | 2014            |
| Quarta stagione  | 10      | 2014-2015    | 2015            |

## Trasmissione internazionale
| Paese          | Canale                                             | Première          |
| -------------- | -------------------------------------------------- | ----------------- |
| Canada         | CHCH                                               | 26 settembre 2011 |
| Filippine      | 2nd Avenue                                         | 29 settembre 2011 |
| Francia        | June                                               | 11 dicembre 2011  |
| Australia      | Fox8                                               | 7 gennaio 2012    |
| Sudafrica      | M-Net Series                                       | 10 febbraio 2012  |
| Regno Unito    | Really                                             | 30 aprile 2012    |
| Irlanda        | TV3                                                | 13 maggio 2012    |
| Italia         | Mya (s.1-3). Joi (st.4), Canale 5, La5 (in chiaro) | 27 maggio 2012    |
| Danimarca      | Kanal 4                                            | 28 maggio 2012    |
| America Latina | Glitz*                                             | 4 luglio 2012     |
| Svezia         | Kanal 5                                            | 31 luglio 2012    |
| Nuova Zelanda  | TV2                                                | 5 agosto 2012     |
| Spagna         | AXN White                                          | 16 settembre 2012 |
| Portogallo     | AXN White                                          | 16 settembre 2012 |
| Polonia        | Fox Life                                           | 18 novembre 2012  |
| Israele        | HOT3                                               | 6 gennaio 2013    |
| Giappone       | Dlife                                              | 7 aprile 2013     |
| Germania       | Sixx (st. 1-3), Fox (st. 4)                        | 8 aprile 2013     |
| Paesi Bassi    | Net5                                               | 8 gennaio 2014    |
| Slovacchia     | Markìza Doma                                       | 12 gennaio 2014   |
| Rep. Ceca      | TV Nova (st. 1-2; 4), Nova Cinema (st. 3)          | 24 febbraio 2014  |
| Ungheria       | M1 (st. 1-3.6), Duna (st. 3.7-4)                   | 5 gennaio 2015    |